# Den onde arv
Den onde arv er bind 6. i serien Sagaen om Isfolket af den norske forfatter Margit Sandemo. Bogserien blev udgivet fra 1982 til 1989. Bogserien er en familie saga, der følger slægten Isfolket gennem århundreder.

## Hovedpersoner
- Tarjei Lind af Isfolket
- Mattias af Isfolket
- Kolgrim af Isfolket

### Fødsler/dødsfald
- Født:
- Død: †

## Andre udgaver

### Lydbog Mp3
- Isfolket 06 - Den onde arv
- Indlæst af: Anne Lynggård
- Spilletid: 5 timer og 55 minutter
- ISBN 9788776771942

### Lydbog CD
- Isfolket 06 - Den onde arv
- Indlæst af: Anne Lynggård
- Spilletid: 5 timer og 55 minutter - 5 CD'er
- ISBN 9788776771843